# ハイテックC

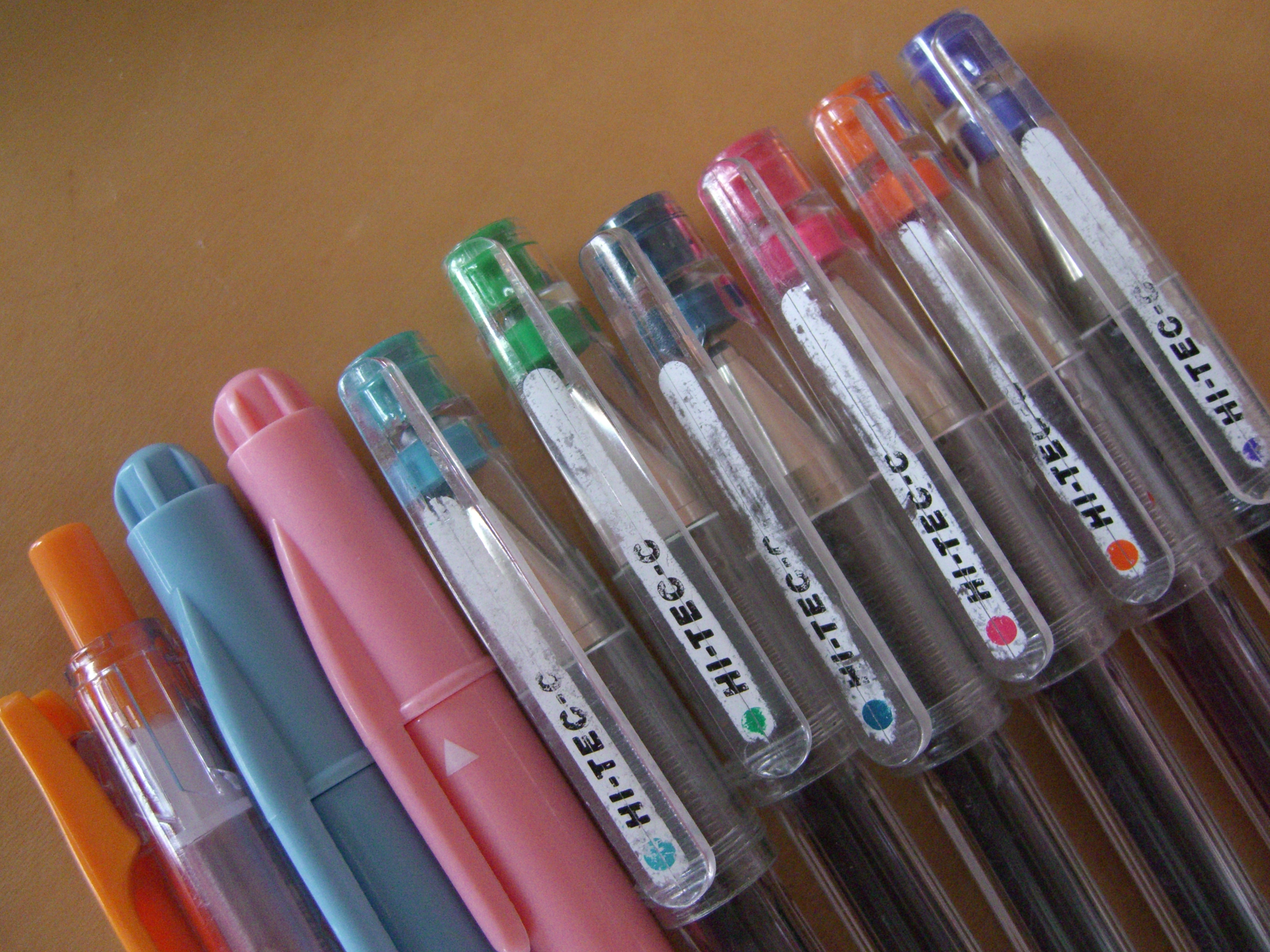
ハイテックC

ハイテックC (HI-TEC-C) は、パイロットコーポレーション (PILOT) が1994年から発売しているゲルインキボールペンである。
発売当初は手帳を持ち歩くビジネスマンをターゲットにしていたが、1998年以降にメタリックカラー、ネイチャーカラー、ヨーロピアンカラーといったカラーバリエーションが豊富になると、主なユーザーは中高生に移った。しかし「流行や売れ行きなどを見て定期的に入れ替えを行っている」を理由に2015年前後でほとんどが廃色し、この時点で10色が残ったが、2022年に更に6色が廃色となり現在公式ページに掲載されているのは基本色を中心とした4色にとどまる。
ペン先には、パイプに3つのくぼみをつけて極細のボールを支える「3点支持方式」を採用（この機能自体は1981年に発売された「ハイテックポイント」に初めて搭載）。通常のボールペンに比べ摩擦面積が小さく激細の文字もなめらかに書ける。また、インキには「バイオポリマーインキ」を採用しにじみを軽減。小さな文字でもはっきりとした筆跡の維持を実現した。
競合品としてはゼブラのサラサシリーズ、三菱鉛筆のシグノシリーズ、ぺんてるのハイブリッドシリーズ、スリッチシリーズ(廃盤)などが挙げられる。
ノーマルモデル及びそれをベースにした製品は使いきりタイプとなっており、インクが無くなった場合や何らかのアクシデントで出なくなった場合は、改めて本体を購入する必要がある。

## ラインナップ
ハイテックC（025、03、04）、ハイテック05
当シリーズの代表的なボールペンで、キャップ式。ペン先の太さは0.25mm、0.3mm、0.4mm、0.5mmがある。
0.25mmボールを搭載したハイテックC025は、筆記幅0.13mmを実現。
ハイテックCコレト
2005年10月発売。好きな色のレフィルを本体にセットして使用する、新しいタイプのボールペン。レフィルは全33色。
レフィルは当初ゲルインキボールペンの替え芯（ペン先の太さは0.3mm、0.4mm、0.5mm）しかなかったが、後にシャープペンシルユニット、タッチペンユニット(生産終了)、極細の繰り出し式消しゴムユニットが追加された。
本体は当初2色用しか発売されていなかったが、後に3色用、4色用、5色用が順を追って追加された。また、新しいデザインの本体として「ハイテックCコレト ルミオ／ミー」（4色用）や「ハイテックCコレト スマートモード&スイートモード」（3色用、4色用）が後に発売された。
2014年に「ハイテックCコレト 500/1000」（4色用）と「ハイテックCコレト n」（3色用、4色用）が発売され、ルミオ/ミー、スマートモード&スイートモードは廃番になった。
2019年には0.4mm限定でパステルカラー、メタリックカラー、蛍光カラーの計18色が発売された。

## 過去
ハイテックCグリップ（03、04、05）
2000年8月発売。ラバーグリップ付きのキャップ式ボールペン。ペン先の太さは0.3mm、0.4mm、0.5mmがあった。しかし、色は黒・赤・青のみ。
ハイテックCセット
ハイテックCの5色セット、10色セット。
ハイテックCノック（03）
1998年発売。当時CMにはタレント・女優の鈴木蘭々が出演。
ハイテックCノックS（03、04）
2001年発売。上記の後継モデルで、スリムノックの原型ともなっていた。
ハイテックCクルール（03、04）
2005年発売。手帳用。なお、油性ボールペンとシャープペンシルにもクルールがあり、こちらは現在も生産が続けられている。
ハイテックCマテリアルグリップ（04）
2006年発売。グリップに木材や陶器を使用したノック式ボールペン。
ハイテックCリッシュ（04）
2006年発売。本多プラスとの共同開発により登場。「化粧品のようなおしゃれなペン」がコンセプトで、キャップがペンスタンドにも兼ねていた。
ハイテックC DX
ハイテックCの高級モデルで、下記のカヴァリエが発売されるまで生産が続けられていた。
ハイテックCカヴァリエ（04）
1997年発売。一時は0.3mmモデルや金属パーツにクロムメッキを使った廉価版が存在したが、末期はマーブル塗装の0.4mmだけになっていた。カヴァリエは2017年に新シリーズが発売されたが、本製品の後継は発表されていない。
ハイテックCスリムス04
回転式の2色ボールペン。革調の印刷、メタリック塗装の2種類。登場時はマーブル塗装もあり、他のモデルも様々なカラーバリエーションがあった。
ハイテックCスリムノック（03、04）
ラバーグリップ付きのノック式ボールペンで、携帯に便利な手帳サイズとなっている。ペン先の太さは0.3mm、0.4mmがあった。
ハイテックC マイカ（03、04）
クリップを無くした代わりにストラップホールが搭載された。女性向けを前面に押し出したデザイン。